# Kruiseyck
Kruiseyck, en néerlandais Kruiseke est un hameau de la province de la Flandre-Occidentale, en Belgique qui fait partie de la commune de Wervicq. 

## Histoire
Avant la fixation de la frontière linguistique il faisait partie de Comines mais celui-ci fut rattaché à Wervicq pour ne pas devoir changer de province.